# باتريشيا كروكر
باتريشيا كروكر (بالإنجليزية: Patricia Crocker)‏ هي ممثلة أسترالية، ولدت في 1929 في سيدني في أستراليا، وتوفيت في 15 مارس 1992 في Leura, New South Wales ‏ في أستراليا.